# El Arbolito, Querétaro Arteaga
El Arbolito är en ort i Mexiko.   Den ligger i kommunen Cadereyta de Montes och delstaten Querétaro Arteaga, i den sydöstra delen av landet, 140 km norr om huvudstaden Mexico City. El Arbolito ligger 1 916 meter över havet och antalet invånare är 145.
Terrängen runt El Arbolito är huvudsakligen kuperad, men norrut är den bergig. Runt El Arbolito är det ganska glesbefolkat, med 42 invånare per kvadratkilometer. Närmaste större samhälle är Zimapan, 17,9 km öster om El Arbolito. Trakten runt El Arbolito består i huvudsak av gräsmarker.